# Karma Rosenberg
Pour les articles homonymes, voir Karma (homonymie) et Rosenberg.
Karma Rosenberg, née 3 janvier 1981 à Zvolen,  est une actrice de films pornographiques slovaque.

## Biographie
Karma est d'abord apparue dans une vidéo d'un casting réalisé par Pierre Woodman pour Private. Cette apparition remonte à fin 1998 ou début 1999. Après cela, elle continua à se faire connaître grâce à des films tournés avec Rocco Siffredi, dont deux des films les plus hards effectuées par Rocco : True Anal Stories 6 et Dirty Anal Kelly in Rome 2. Parmi les autres premiers films de Karma, il y a True Anal Stories 11 ou encore le film de Christophe Clark Hardball 7.
Karma a également tourné des scènes pour différents films du studio Private comme Matador 12: Avalanche et Matador 4: Anal Garden. Entre fin 1999 et début 2000, elle se fait tatouer son avant-bras droit, sa silhouette s'affine et se muscle légèrement. Elle commence également à se maquiller à cette période. Avec ses cheveux très foncés et sa prestance physique due à sa grande taille et sa musculature, Karma joue souvent des rôles de dominatrice, notamment dans des films allemands  comme Sex Hexen dans lequel elle est la meneuse d'un groupe païen d'Amazones.
Alors qu'elle tournait des gonzos avec Nacho Vidal, elle exprima le souhait d'avoir des seins "plus gros". Ce qu'elle fit en 2002-2003, l'opération lui donnant surtout des seins à l'aspect plus ronds et plus fermes.
Récemment, elle est apparue sur de nombreux sites web de gonzo, tournant diverses scènes  pour les propriétaires de Bang Bros (qui possèdent aussi Eurobridetryouts, Asstrafic, Allinternal, etc.). Depuis la fin de 2004, ses apparitions se sont faites de plus en plus rares. Certains spéculèrent sur l'arrêt de sa carrière, Karma souhaitant fonder une famille aux États-Unis. 
On sait peu de choses sur elle. Elle est slovaque, bien qu'il soit souvent mentionné (à tort) qu'elle est roumaine, ukrainienne ou tchèque. On la retrouve sous les pseudonymes suivants : Karma, Karma Nera, Karmen Solana, Lulu Fontaine, Renata, Carmen Rosenberg ou encore Karma Rosenberg. Il est vraisemblable que son pseudonyme le plus courant, Karma Rosenberg, fasse référence à la famille historique aristocratique "Rosenberg" (Rožmberk) qui est très célèbres en la région Bohême.

## Filmographie sélective
- Angelmania 4 (Metro)
- Animal Trainer 6 (Evil Angel)
- Ass Quest 2 (Sin City)
- Ass To Mouth 3 (Heatwave)
- Big Mouthfuls 2 (Bangbros) New!
- Big Natural Breasts 2 (New Sensations)
- Big Tit Brotha Lovers 2 (Exquisite)
- Blowjob Impossible 4 (New Sensations)
- Busty White Girls (West Coast)
- Call-girls Service (Marc Dorcel, Fr.)
- Castings 29 (Private)
- Devil In The Flesh (Private)
- Dirty Anal Kelly In Rome 2 (Evil Angel)
- Euro Angels 15 (Evil Angel)
- Euro Scavengers 2 (Odyssey)
- Euro Tramps 4 (Pleasure)
- European Mail Order Brides 2 (Cinema Play)
- Hardball 7 (Evil Angel)
- Jaw Breakers 3 (Anarchy)
- Killer Pussy 1 (New Sensations)
- Killer Pussy 3 (New Sensations)
- Les Sœurs Indignes (Colmax, Fr.)
- Little Foxes 2 (Avalon)
- Luciano's Lucky Ladies 6 (Extreme)
- Mammary Mayhem 1 (Blue Coyote)
- Matador 12: Avalanche 2 (Private)
- Matador 4: Anal Garden (Private)
- My Point Of View (Anarchy)
- Orgie En Noir (Marc Dorcel, Fr.)
- Out Numbered 2 (Red Light)
- Seduced And Abandoned (Erotic Media)
- Sex à La Carte (Marc Dorcel, Fr.)
- Sexx The Hard Way 5 (New Sensations)
- Sodomania Orgies 2 (Elegant Angel)
- Spermasüchtig (Videorama, Ge.)
- The Girls of Amateur Pages 5 (Cinema Play) New!
- True Anal Stories 11 (Evil Angel)
- True Anal Stories 6 (Evil Angel)